# Garnieria
Garnieria es un género monotípico de árbol en la familia Proteaceae. Su única especie: Garnieria spathulifolia, es originaria de Nueva Caledonia.

## Taxonomía
Garnieria spathulifolia fue descrita por Brongn. & Gris y publicado en Bull. Soc. Bot. France 18: 189 1871.
Sinonimia
- Cenarrhenes spathulata Pancher & Sebert
- Cenarrhenes spathulifolia Brongn. & Gris	[2]